# Kumi Yagami
Kumi Yagami (矢神久美, Yagami Kumi), née le 13 juin 1994 dans la préfecture d'Aichi, au Japon, est une chanteuse, ex-idole japonaise du groupe de J-pop SKE48, qu'elle a quitté le 6 mai 2013.